# Ernst-Denert-Stiftung für Software-Engineering
Die Ernst-Denert-Stiftung für Software-Engineering war eine Stiftung auf dem Gebiet der Informatik, die 1989 von Ernst Denert gegründet wurde. Sie wurde im Mai 2019 aufgelöst und ihr Vermögen ging in die Gerlind & Ernst Denert-Stiftung über.

## Zweck
Die Stiftung ist gemeinnützig, ihr „Zweck ist die Förderung von Wissenschaft und Forschung sowie Bildung und Erziehung“, so die Satzung, und zwar auf dem Gebiet der Informatik, insbesondere des Software-Engineerings. Sie wurde 1989 errichtet als nicht rechtsfähige Stiftung in der Verwaltung des Stifterverbandes für die Deutsche Wissenschaft. Die Stiftung vergibt unter anderem jährlich einen Software-Engineering-Preis, finanziert einen Lehrstuhl an der Technischen Universität in München und startete 2008 die Initiative „Informatik studieren!“ Nach eigenen Angaben beträgt das Vermögen der Stiftung 2,3 Millionen Euro, was ein jährliches Fördervolumen von 60.000 Euro ermögliche.

## Software-Engineering-Preis
Seit 1992 vergibt die Ernst-Denert-Stiftung in Deutschland jährlich einen Preis für Software-Engineering an hervorragende Arbeiten aus dem Gebiet der Methoden, Werkzeuge und Verfahren der Softwareentwicklung. Voraussetzung ist die Anwendbarkeit und Praxisorientiertheit. Kommerzielle Produkte sind ausgeschlossen. Der Preis ist mit 5000 Euro dotiert. Zudem wird ein Preis für die beste Diplom- oder Masterarbeit vergeben, der mit 2000 Euro dotiert ist.

## Buchprojekt
Seit dem Jahre 2014 fördert die Stiftung die Entstehung eines über Software-Architektur. Dabei wird ein domänenspezifischer Ansatz verfolgt, also die Fokussierung auf Anwendungsgebiete wie Betriebliche Systeme oder Technische Systeme. Vier Hauptperspektiven (Anwendung, Konstruktion, Programm, Betrieb) werden Querschnittsaspekten (Sicherheit, Performance, Fehlerbehandlung) gegenübergestellt. Neben didaktischen Beispielen enthält das Buch auch praktische Fallstudien. Dazu wurde unter anderem eine Zusammenarbeit mit der Wikimedia Deutschland begründet.

## Universitäre Verbreitung
Die Stiftung soll auch das Interesse für das Informatikstudium fördern. Sie wird unter anderem vom  Bayerischen Staatsministerium für Unterricht und Kultus, der Berliner Senatsverwaltung für Bildung, Wissenschaft und Forschung und dem Hessischen Kultusministerium unterstützt. Die Universitäten nutzen bundesweit das Angebot, wie beispielsweise die Universität Passau TU Berlin, Universität Kassel, Universität Münster und Universität Weimar.

## Kuratorium
Dem Kuratorium gehören an:
- Manfred Broy, TU München
- Ernst Denert (Vorsitzender)
- Eike Jessen, TU München
- Rainer Lüdtke, Stifterverband
- Florian Matthes, TU München